# 齊藤彩 (子役)
齊藤 彩（さいとう あや、1991年1月29日 - ）は、元子役。東京児童劇団に所属していた。

## 人物
埼玉県出身。血液型B型。近年の芸能生活はほとんどない。

## テレビ番組
- 百年の物語（TBS、2000年）
- オヤジぃ。（TBS、2000年）
- おはスタ（テレビ東京、2002年4月 - 2003年3月）
- はなまるマーケット（TBS）

## CM
- 松下電器
- 日立ビルシステム
- デアゴスティーニ「週刊イージーPC」

## 映画
- 心の贈り物（東映）

## 雑誌・書籍
- 美しいキモノ（婦人画報社）
- チャレンジ4年生（ベネッセ）
- purepure vol.5・8・9
- Jr.アイドル大名鑑350（辰巳出版）